# Якутськ-Маган
Статтю про центральний аеропорт Якутська дивись Аеропорт «Якутськ»
Аеропорт «Маган»(рос. Аэропорт Маган) (IATA: GYG, ICAO: UEMM) — цивільний аеропорт у республіці Саха, (Росія), розташований за 1 км на схід від селища Маган та за 12 км від регіонального центру - Якутська. Має ґрунтову злітно-посадкову смугу, яка в минулому мала бетонне покриття і добре обслуговувалась. На середину 2010-х забезпечує літакове і вертолітне авіасполучення з деякими райцентрами Якутії, а також є запасним аеродромом для регіональних рейсів, прямуючих у міжнародний аеропорт «Якутськ». Під час Другої світової війни летовище «Маган» використовувалося для посадки американських літаків, що  постачали товари по ленд-лізу, оскільки аеропорт Якутськ не є придатним через часте покриття туманом. Для прийому важких транспортних літаків союзників була побудована найдовша ґрунтова посадкова смуга в СРСР завдовжки 3,4 км.

## Пасажирообіг
Див. джерело запитів Вікіданих та джерела.

## Ресурси Інтернету
- (рос.) Airport Magan (Yakutsk)[недоступне посилання з вересня 2019] Aviateka.Handbook